# 백운로 (광주)
백운로는 광주광역시 남구 백운동 580-16에서 서동 77-9까지 이어지는 도로이다.

## 연혁
- 2009년 10월 16일: 백운로 지정